# Le Déjeuner sur l'herbe
Pour les articles homonymes, voir Le Déjeuner sur l'herbe (homonymie).
Le Déjeuner sur l'herbe est un tableau d'Édouard Manet achevé en 1863, d'abord intitulé Le Bain, puis La Partie carrée. Exposé brièvement pour la première fois au Salon des refusés le 15 mai 1863 puis décroché, réexposé l'année suivante non sans scandale en marge du Salon, il entra dans le patrimoine public en 1906 grâce à la donation du collectionneur Étienne Moreau-Nélaton.
La brutalité du style et surtout la juxtaposition d'une femme nue « ordinaire », regardant le public, et de deux hommes tout habillés, ont suscité un scandale autant esthétique que moral et des critiques acerbes lorsque l'œuvre a été proposée au Salon. Manet bouscule en effet le bon goût des bourgeois qui visitent les expositions et tue d'une certaine manière la peinture mythologique. Cette toile peut ainsi être considérée comme l'une des premières œuvres de la peinture moderne ; en effet, le but de l'artiste était de briser la glace sur l'hypocrisie que la forme nue était acceptable dans la peinture académique, mais pas acceptable dans la vraie vie, de cette manière, il utilise son art pour changer le monde dans lequel il se trouve,.

## Description
Au premier plan, est représenté le contenu d'un pique-nique (qui peut passer pour une nature morte) avec des fruits, un pain, des cerises sur un lit de feuilles et un panier de fruits renversé sur les vêtements du modèle, un habit bleu à pois. Une femme nue assise avec désinvolture au milieu du bois, entre deux hommes dandys habillés en costume contemporain, regarde le spectateur avec impudence tandis qu'une autre femme, à peine voilée, se baigne langoureusement.

### Commentaire d'Émile Zola
« Le Déjeuner sur l'herbe est la plus grande toile d'Édouard Manet, celle où il a réalisé le rêve que font tous les peintres : mettre des figures de grandeur nature dans un paysage. On sait avec quelle puissance il a vaincu cette difficulté. Il y a là quelques feuillages, quelques troncs d'arbres, et, au fond, une rivière dans laquelle se baigne une femme en chemise ; sur le premier plan, deux jeunes gens sont assis en face d'une seconde femme qui vient de sortir de l'eau et qui sèche sa peau nue au grand air. Cette femme nue a scandalisé le public, qui n'a vu qu'elle dans la toile. Bon Dieu ! quelle indécence : une femme sans le moindre voile entre deux hommes habillés, mais quelle peste se dirent les gens à cette époque ! Le peuple se fit une image d'Édouard Manet comme voyeur. Cela ne s'était jamais vu. Et cette croyance était une grossière erreur, car il y a au musée du Louvre plus de cinquante tableaux dans lesquels se trouvent mêlés des personnages habillés et des personnages nus. Mais personne ne va chercher à se scandaliser au musée du Louvre. La foule s'est bien gardée d'ailleurs de juger Le Déjeuner sur l'herbe comme doit être jugée une véritable œuvre d'art ; elle y a vu seulement des gens qui mangeaient sur l'herbe, au sortir du bain, et elle a cru que l'artiste avait mis une intention obscène et tapageuse dans la disposition du sujet, lorsque l'artiste avait simplement cherché à obtenir des oppositions vives et des masses franches. Les peintres, surtout Édouard Manet, qui est un peintre analyste, n'ont pas cette préoccupation du sujet qui tourmente la foule avant tout ;  le sujet pour eux est un prétexte à peindre tandis que pour la foule le sujet seul existe. Ainsi, assurément, la femme nue du Déjeuner sur l’herbe n’est là que pour fournir à l'artiste l'occasion de peindre un peu de chair. Ce qu'il faut voir dans le tableau, ce n’est pas un déjeuner sur l'herbe, c'est le paysage entier, avec ses vigueurs et ses finesses, avec ses premiers plans si larges, si solides, et ses fonds d'une délicatesse si légère ; c'est cette chair ferme modelée à grands pans de lumière, ces étoffes souples et fortes, et surtout cette délicieuse silhouette de femme en chemise qui fait dans le fond, une adorable tache blanche au milieu des feuilles vertes, c’est enfin cet ensemble vaste, plein d'air, ce coin de la nature rendu avec une simplicité si juste, toute cette page admirable dans laquelle un artiste a mis tous les éléments particuliers et rares qui étaient en lui. »

— Émile Zola, Édouard Manet, 1867  et lps 91

## Analyse
Les quatre personnages s'inscrivent dans un triangle, une constante dans l'art classique, alors que les deux hommes forment un triangle renversé, comme dans les compositions pyramidales de la Renaissance.
Manet appelle familièrement sa toile la Partie carrée, titre repris par la rumeur qui voit dans les deux femmes nues des prostituées. Le panier renversé, symbole de luxure, confirme que l'interprétation de la toile n'est plus allégorique ou mythologique mais érotique, d'où le scandale à l'époque. Au premier plan, la femme nue est Victorine Meurent, le modèle le plus fréquemment utilisé par Manet. Au centre, le peintre représente le sculpteur hollandais Ferdinand Leenhoff, frère de Suzanne Manet, née Suzanne Leenhoff, que Manet épousa sur le tard. L'homme accoudé à demi étendu sur l'herbe est Eugène Manet. Enfin, la femme se baignant dans l'étang à l'arrière-plan est un modèle bien connu des peintres amis de Manet, Alexandrine-Gabrielle Meley, qui deviendra plus tard Alexandrine Zola.
Le style et la facture du tableau choquent également le public et les critiques : le paysage esquissé (inspiré pourtant de croquis de la propriété familiale des Manet à Gennevilliers) ressemble à un décor fictif, les lois de la perspective sont enfreintes (la femme en arrière-plan devrait être plus petite), les dégradés sont délaissés au profit de contrastes de lumière et de couleurs qui donnent l'impression que les personnages ne sont pas bien intégrés dans la composition artificielle qui laisse apparaître les coups de pinceau. Cependant, en insérant dans le tableau de nombreuses allusions trompeuses (telle l'irréelle juxtaposition de fruits de saisons différentes), l'artiste rappelle l'illusion de la scène qu'il ne faut pas interpréter au premier degré.
Manet, tout en refusant par cette allégorie le cloisonnement entre le nu académique et la peinture inspirée de la vie coutumière, fait référence aux thématiques classiques de ses grands maîtres mais les détourne, les transgresse. Ayant perdu toute déférence pour les peintres du passé, il cherche à les éclipser pour caricaturer la sexualité des mœurs bourgeoises de son époque, cachée sous un romantisme apprêté : la Pêche miraculeuse ou la muse porteuse d'eau du Titien devient la baigneuse dont l'attitude peut être interprétée comme une personne prise d'une envie pressante ou une prostituée qui prend soin de se laver après l'acte sexuel ; la grenouille dans le coin gauche en bas de la toile est un nom donné par les étudiants aux prostituées; la colombe sacrée est remplacée par le bouvreuil qui déploie ses ailes sur la jeune femme en train de se soulager ; le panier renversé est un symbole de la perte d'innocence ; les fruits (pêches, cerises et figues), comme les coquilles d'huîtres (réputées aphrodisiaques) évoquent une métaphore érotique qui, associée à la nudité impudique (non cadrée par la convention allégorique ou mythologique qui, traditionnellement, autorisait les nudités dans le contexte de la peinture d'histoire) sont une véritable provocation et une atteinte aux bonnes mœurs.

## Sources d'inspiration
Antonin Proust cite les propos de Manet, qui conçoit l'idée de son tableau en contemplant des baigneuses sortant de l'eau à Argenteuil : « il paraît qu'il faut que je fasse un nu. Eh bien je vais leur en faire, un nu ». Le peintre réalise alors dans son atelier une toile avec laquelle il tient à scandaliser tout en s'inspirant de sources classiques pour « aider le spectateur à identifier la référence à une iconographie aussi respectable que connue et illustrant un choix moral ».
Manet souhaite donner ainsi une version moderne du Concert champêtre (1508-1509) du peintre de la Renaissance Titien (œuvre précédemment attribuée à son maître Giorgione). Dans cette allégorie de Poésie, on voit deux femmes nues (Calliope et Polymnie, Muses de la poésie épique et lyrique) en compagnie de deux jeunes hommes bien habillés, l'un d'eux jouant du luth. La scène se situe dans un paysage arcadien. Manet reprend ce thème avec des personnages modernes, présentant la scène comme un « pique-nique en forêt », détente favorite des citadins en fin de semaine. Le Déjeuner sur l'herbe est en fait un manifeste d'une nouvelle façon de peindre et, en effet, d'une nouvelle conception de l'art et de la relation entre l'art et son public.
La composition, quant à elle, est dérivée d'une scène avec des dieux de la rivière dans une gravure (1514-1518) réalisée par Marcantonio Raimondi d'après un dessin de Raphaël), Le Jugement de Pâris. La scène représente des personnages strictement identiques dans leur pose à ceux du Déjeuner sur l'herbe. Même l'étang en arrière-plan est présent, toutefois, en y ajoutant une baigneuse (disproportionnée et pudiquement voilée dans le respect des traditions), Manet rompt l'harmonie de cet exemple.
La représentation de deux couples qui se reposent dans un parc ou dans un décor similaire est un sujet classique dans la peinture galante, tel qu'illustré dans La Partie carrée (1713) d'Antoine Watteau.
Au Salon de 1853, déjà, le tableau de Gustave Courbet Les Baigneuses, dans lequel figure également un nu féminin réaliste au premier plan, provoque un scandale. 
Le sujet du Déjeuner sur l'herbe est repris (jusqu'au titre) par Claude Monet dans un tableau de 1865.
James Tissot, contemporain et ami de Manet, peint sa propre version du thème en 1870.

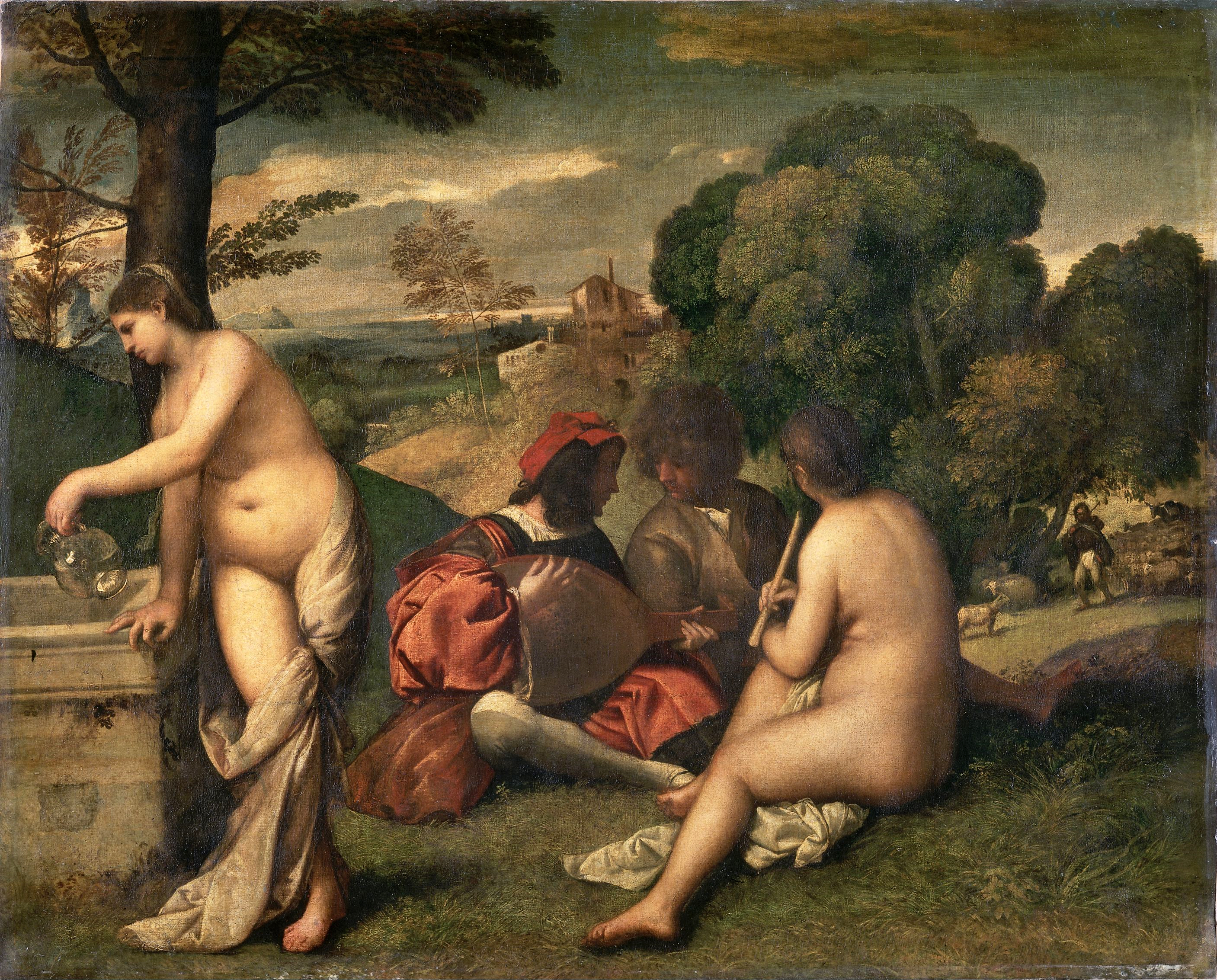
Concert champêtre, de Titien (1508-1509).
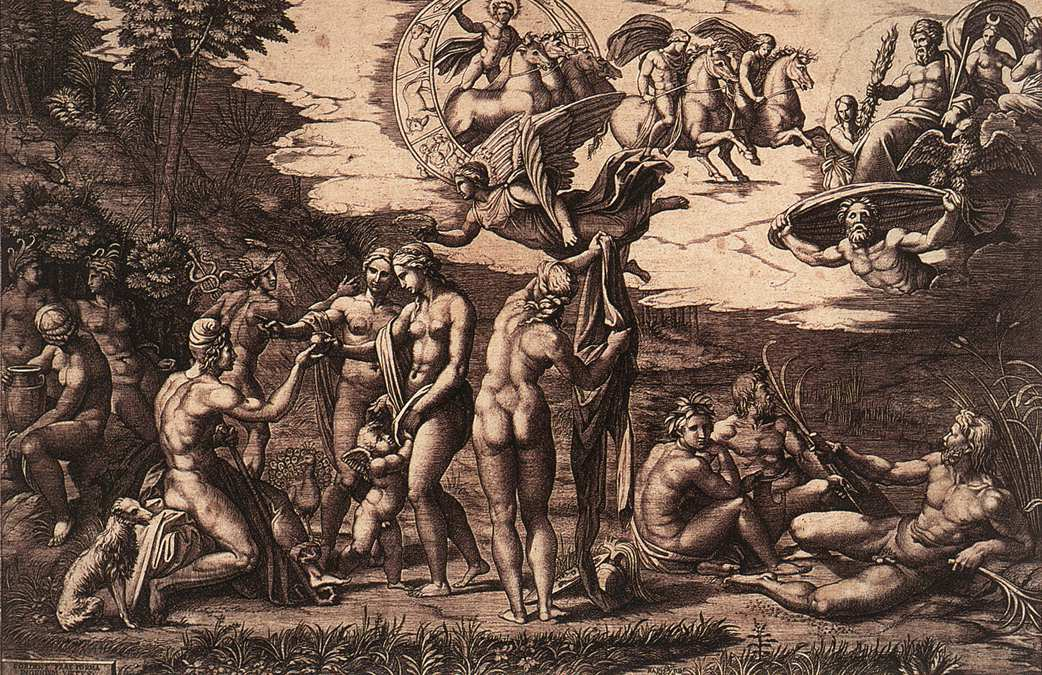
Le Jugement de Pâris, gravure de Raimondi (1514-1518).
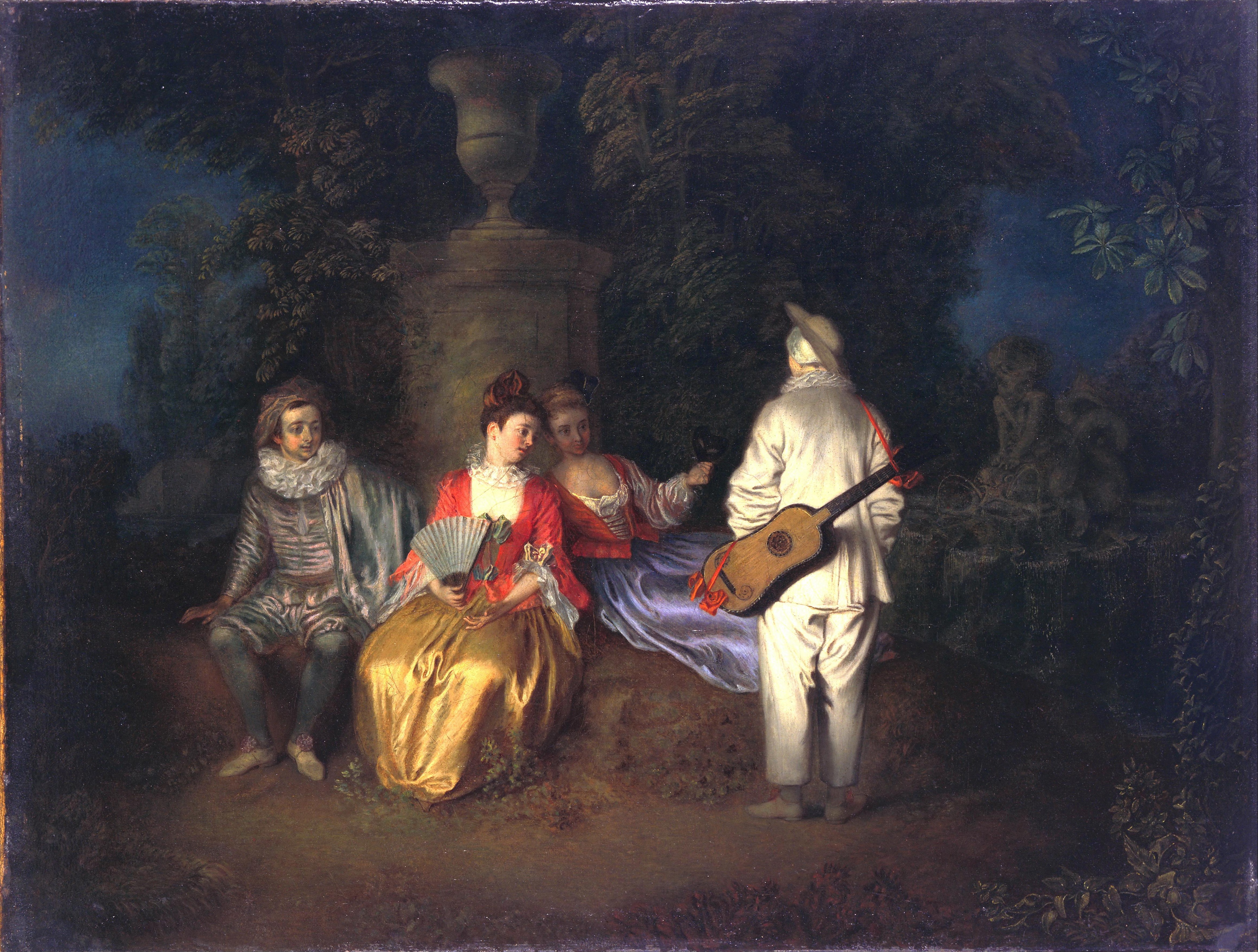
La Partie carrée, de Watteau (1713).
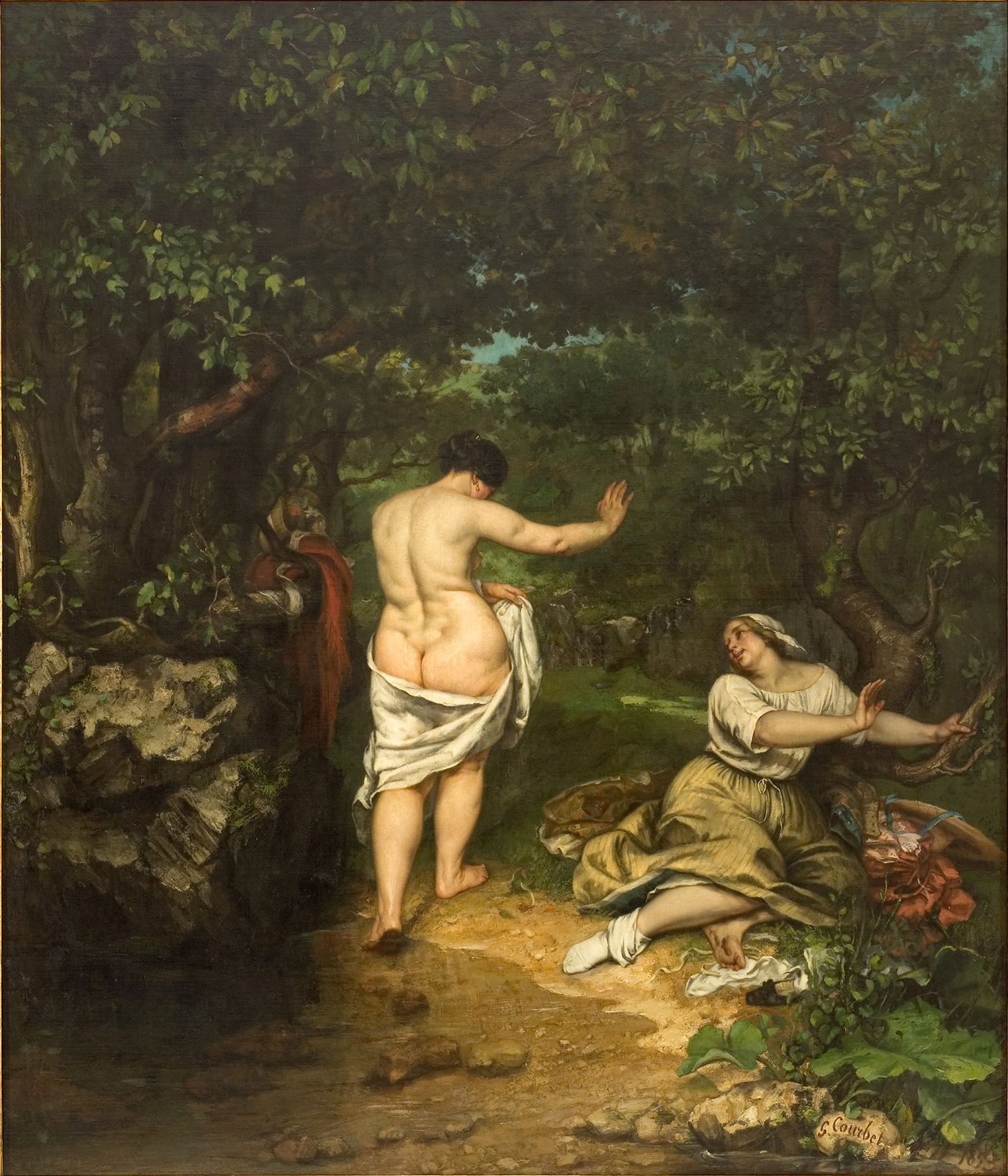
les Baigneuses, de Courbet (1853)
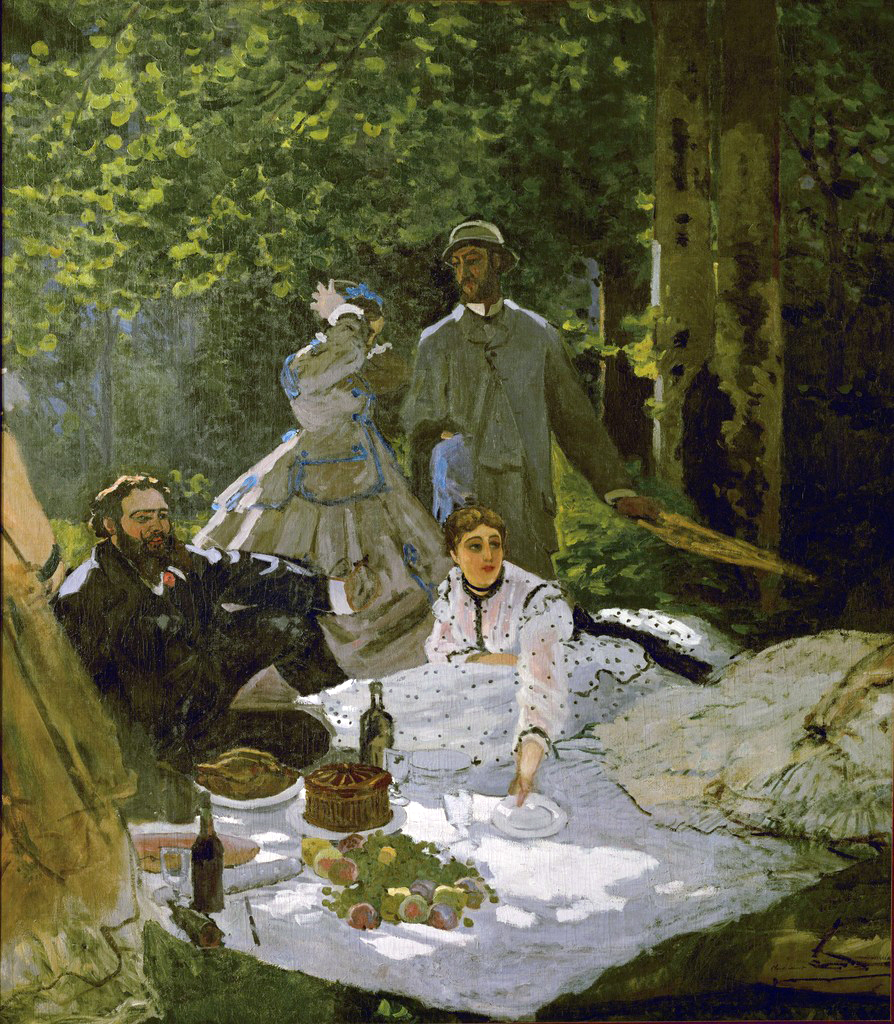
Le Déjeuner sur l'herbe, de Monet (partie centrale, 1865)
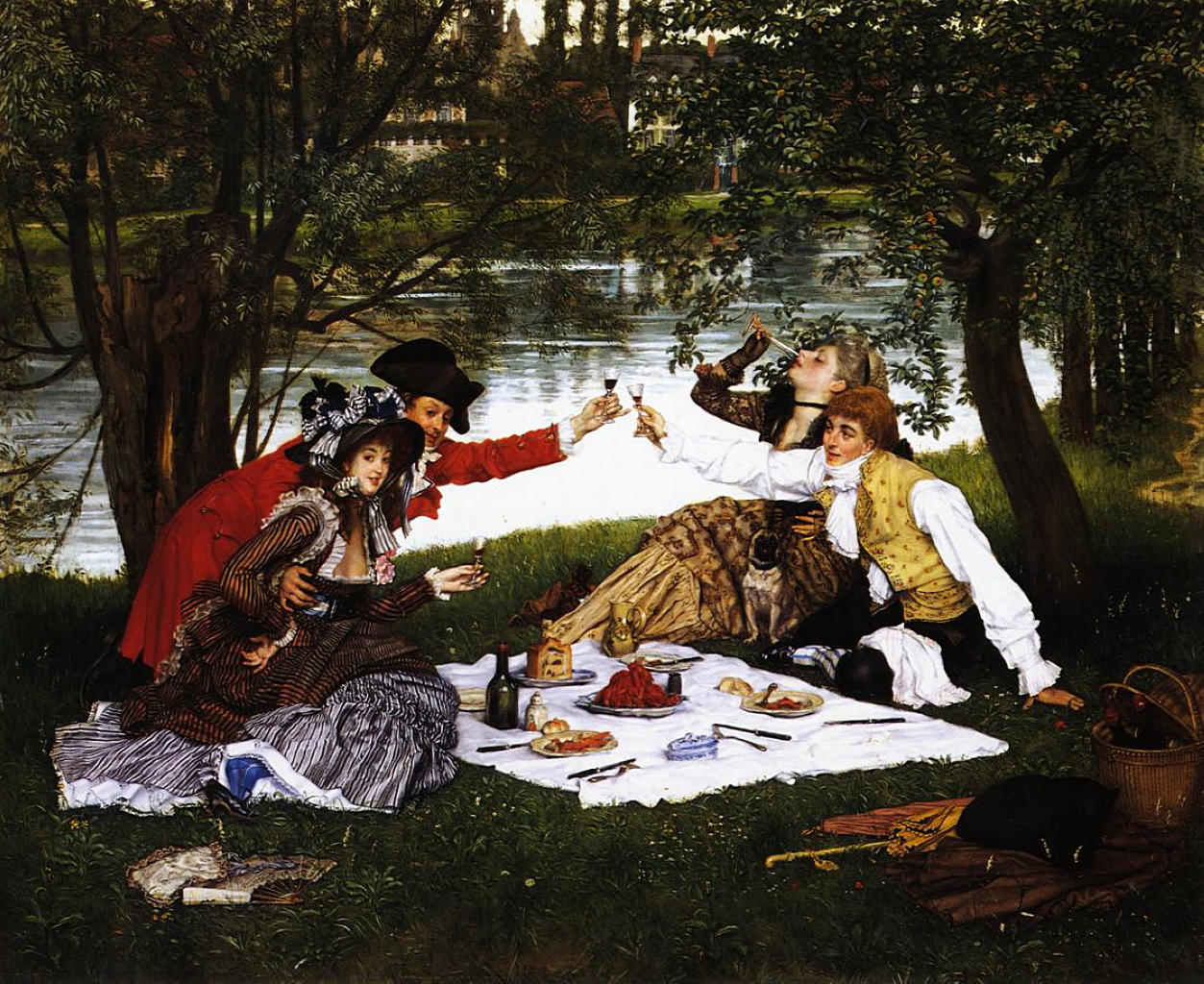
La Partie carrée, de Tissot (1870).

## Variations

### 1865: Claude Monet
En 1865, Claude Monet commença à peindre son propre Déjeuner sur l'herbe en réponse à celui de Manet. Toutefois, cet immense tableau (4,6 × plus de 6 m) est demeuré incomplet. Il représente une scène plus socialement acceptable de récréation bourgeoise (on remarque Camille Monet, Gustave Courbet et Frédéric Bazille), mais puisqu'il s'agit d'une démonstration d'un nouveau style que l'on appellera plus tard « impressionniste », l'accent est plus sur les effets de lumière que sur le sujet comme tel. Le jeu subtil d'ombre et de lumière démontre les avantages de la peinture pleinairiste et contraste avec la lumière d'atelier peu naturelle de Manet. Après que la peinture monumentale fut endommagée par l'humidité, Monet l'a découpée en trois. Les sections de gauche et du centre sont maintenant au musée d'Orsay, mais la troisième est perdue. Une étude complète pour le tableau est à Moscou, au musée des Beaux-Arts Pouchkine.

### 1961: Pablo Picasso
En 1961, près d'un siècle après le Déjeuner de Manet, un Pablo Picasso vieillissant choisit de s'attaquer à ce grand monument de l'art moderne. En moins de deux ans, Pablo Picasso a réalisé 26 toiles (le musée d'Orsay en présente 14 versions), six gravures sur linoléum et 140 dessins d'après le tableau de Manet.

### 1964: Alain Jacquet
L'artiste français Alain Jacquet, marqué par le pop art, a réalisé, en 1964, une interprétation du Déjeuner sur l'herbe par une approche photographique et en utilisant un tirage sérigraphique.

### 1970: Herman Braun-Vega
Les invités sur l’herbe (1970, Collection du Musée d'Art moderne de Paris) est l’une des premières variations du peintre franco-péruvien Herman Braun-Vega autour du Déjeuner de Manet, dans laquelle les invités sont Vélasquez et Picasso. On peut voir dans cette œuvre un télescopage entre sa série Velazquez mis à nu accompagné des meninas en 53 tableaux (en particulier le panneau central du polyptyque) qui lui fut inspirée par l’œuvre de Picasso sur le même thème, et sa série d’acryliques Picasso dans un déjeuner sur l'herbe qualifiée  de « sérieusement hilarante » par le critique d’art John Canaday dans un article du New York Times. Cette première série de variations fut suivie d’autres utilisations plus épisodiques du Déjeuner de Manet, dans lesquelles il intègre des personnages et des paysages de son Pérou natal : Encore un déjeuner sur le sable (1984) où le peintre se représente lui-même à la place de l’un des personnages ;  Cita en el campo et Cita en la Playa en 1985 ; I love the neutron bomb, estampe de 1986 ; Fin d’un déjeuner sur l’herbe en 1987 et Picnic en el Patio en 1988, autres produits du syncrétisme culturel inhérent à l’œuvre de Braun-Vega. Enfin, pour son exposition new-yorkaise de 1999, Le déjeuner in Central Park (Collection Château Malescasse).

### 1975: groupe Untel
À l'occasion du vernissage du Salon des artistes français une réactualisation interprétée du Déjeuner sur l'herbe d'après Manet est proposée par Jean-Paul Albinet, Philippe Cazal et Alain Snyers.

### 1983: Daniel Spoerri
Daniel Spoerri réalise en 1983 à Jouy-en-Josas une performance intitulée Le Déjeuner sous l’herbe. Il enterre les reliefs d'un déjeuner, qui sont exhumés, comme lors d'une fouille archéologique, en 2010.

### 1994: John Seward Johnson II
En 1994, le sculpteur américain John Seward Johnson II recrée la peinture en trois dimensions, et a intitulé ce travail Déjeuner déjà vu.

### 2002: Vladimir Dubossarsky et Alexandre Vinogradov
En 2002, les peintres russes Vladimir Dubossarsky et Alexandre Vinogradov ont peint un Déjeuner sur l'herbe en hommage aux peintres impressionnistes.

### 2009: Rip Hopkins
En 2009, au salon Paris Photo, le photographe britannique Rip Hopkins présente son interprétation de l'œuvre, sur le stand de la galerie Le Réverbère. L'image est née, fin 2006, d'une commande du musée d'Orsay : pour célébrer son 20e anniversaire, l'institution donne carte blanche à cinq membres de l'agence Vu pour photographier les salariés du musée. Rip Hopkins est chargé de faire une œuvre avec le personnel, qui doit choisir une peinture et une mise en scène. Cyrille et le déjeuner sur l'herbe, sorte de boucle temporelle, utilise le tableau original et place, en premier plan, un homme nu dont la pose semble répondre à celle de la jeune femme du tableau. Le nu masculin présenté frontalement « réactive » le scandale initial lié au tableau originel. La photographie est en effet refusée par le musée lors de sa première exposition.

### 2010: Mickalene Thomas
De mars à décembre 2010, le Museum of Modern Art de New York présente à l'entrée du musée sur la 53e rue, une version du Déjeuner sur l'herbe signée par l'artiste Mickalene Thomas.

### Autres
Dans un genre différent, on citera aussi la peinture murale de l'avenue du Général-Leclerc, face au cimetière de Pantin. Ici, la pudeur prévaut et la femme située à l'avant-plan n'est pas tout à fait nue. Quant à celle de l'arrière-plan, elle n'est pas visible du tout.

## Postérité
Le tableau fait partie des « 105 œuvres décisives de la peinture occidentale » constituant le musée imaginaire de Michel Butor.